# Экман, Эуген
Эуген Георг Оскар Экман (фин. Eugen Georg Oskar Ekman; р. 27 октября 1937) — финский гимнаст, олимпийский чемпион.
Эуген Экман родился в 1937 году в Вааса. В 1960 году стал чемпионом в упражнениях на коне на Олимпийских играх в Риме. В 1964 году принял участие в Олимпийских играх в Токио, но не завоевал медалей.